# Episodi di BOFURI

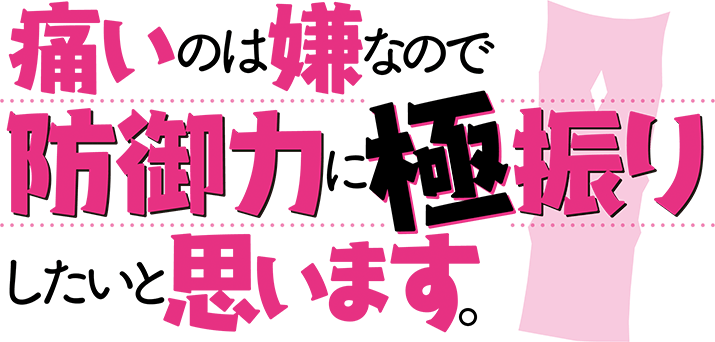
Logo della serie

Questa è la lista degli episodi dell'anime BOFURI, adattamento dell'omonima serie di light novel scritta da Yuumikan e illustrata da Koin.
Un adattamento anime è stato annunciato da Kadokawa il 6 dicembre 2018. La serie, composta da 12 episodi, è stata realizzata dallo studio Silver Link con la regia di Shin Ōnuma e Mirai Minato, la sceneggiatura di Fumihiko Shimo e il character design di Kazuya Hirata. La serie animata è stata trasmessa in Giappone dall'8 gennaio al 25 marzo 2020 su AT-X, ABC, Tokyo MX, TVA e BS11. La sigla d'apertura Kyūkyoku Unbalance (究極アンバランス!? lett. "Squilibrio supremo!") è cantata dal gruppo Afilia Saga. mentre quella di chiusura Play the World (lett. "Gioca il mondo" è cantata da Rico Sasaki. In Italia i diritti della serie sono stati acquistati da Yamato Video che l'ha pubblicata sul proprio canale YouTube in versione sottotitolata.
Una seconda stagione è stata annunciata al termine dell'ultimo episodio della prima stagione e, inizialmente pianificata per il 2022, è stata trasmessa dall'11 gennaio al 19 aprile 2023. La sigle sono rispettivamente Kono tate ni, kakuremasu (この盾に、隠れます。? lett. "Mi nasconderò dietro questa porta.") delle Afilia Saga (apertura) e Step for Joy (lett. "Passo per la gioia") di FRAM (chiusura). I diritti per la distribuzione internazionale al di fuori dell'Asia sono stati acquistati da Crunchyroll, che l'ha pubblicata in versione sottotitolata in vari Paesi del mondo, tra cui l'Italia. Il 13 febbraio 2023 il sito web dell'anime ha annunciato che il settimo episodio sarebbe stato posticipato di 2 settimane, l'8 marzo 2023. Il 29 marzo 2023 lo staff ha annunciato di aver programmato la trasmissione dell'undicesimo e del dodicesimo episodio rispettivamente per il 12 e il 19 aprile per mantenere la qualità dell'animazione.

## Lista episodi

### Prima stagione
| Nº serie | Nº | Titolo italiano Giapponese 「Kanji」 - Rōmaji | In onda          | In onda |
| Nº serie | Nº | Titolo italiano Giapponese 「Kanji」 - Rōmaji | Giapponese       |         |
| 1        | 1  | Build difensiva e prima battaglia. 「防御特化と初戦闘。」 - Bōgyo toku-ka to hatsu sentou. | 8 gennaio 2020   |         |
| 1        | 1  | Per volere della sua amica Risa Shiramine, Kaede Honjou inizia a giocare al MMORPG di realtà virtuale chiamato NewWorld Online. Dato che non sopporta l'idea di sentire il dolore, Kaede crea un avatar armato di scudo chiamato Maple e mette tutti i suoi punti in difesa. Anche se questa sua scelta la lascia con una bassa velocità e un attacco debole, la sua alta difesa le consente di guadagnare nuove abilità e punti esperienza aggiuntivi per migliorare ulteriormente la difesa semplicemente lasciando che i mostri la attacchino. Dopo aver incontrato il giocatore Grande scudo Chrom e l'artigiana Iz, Maple decide di andare in un dungeon per affrontare una potente Idra i cui attacchi fanno prevalentemente uso del veleno. Usando le pozioni datele da Chrom, Maple riesce a resistere agli attacchi dell'Idra abbastanza a lungo da sviluppare un'immunità completa al veleno, permettendole di sconfiggere il mostro mangiandolo. Come premio per la vittoria riceve l'abilità Hydra Eater che le permette di usare tutte le magie dell'Idra e un equipaggiamento unico nel suo genere. |                  |         |
| 2        | 2  | Build difensiva e amicizia. 「防御特化とお友達。」 - Bōgyo toku-ka to otomodachi. | 15 gennaio 2020  |         |
| 2        | 2  | Maple decide di prendere parte a un evento battle royale dove riesce a sconfiggere facilmente i numerosi sfidanti che vengono ad attaccarla e conquista il terzo posto della classifica generale. Il giorno dopo, Risa si unisce al gioco nei panni di Sally, una giocatrice specializzata nell'elusione dei colpi nemici, e le due si recano in grotta per pescare i materiali che serviranno per creare un nuovo scudo nell'officina di Iz. Dopo che Sally trova una grotta sottomarina dietro una porta chiusa a chiave, le due amiche iniziano a visitare la grotta ogni giorno per consentire a Sally di esplorare completamente la zona e migliorare le sue abilità di nuoto, il che le permette di sconfiggere il boss dell'area e ottenere il suo equipaggiamento. |                  |         |
| 3        | 3  | Build difensiva e secondo livello. 「防御特化と二層攻略。」 - Bōgyo toku-ka to ni-sō kōryaku. | 22 gennaio 2020  |         |
| 3        | 3  | Risa informa Kaede che in NewWorld Online sono stati apportati alcuni importanti aggiornamenti e limitazioni per stabilire un maggiore equilibrio tra i giocatori ed evitare così che possa nascere una seconda Maple. In seguito le due si incontrano nel gioco, si recano in un bar e qui Maple e Sally vengono a conoscenza del prossimo evento da Dread e Drag, rispettivamente il secondo e il quinto miglior giocatore nella classifica generale, che gli suggeriscono di andare ad affrontare una missione all'interno di un bosco. Le due amiche partono all'avventura e trovano un seminterrato in una casa abbandonata dove è imprigionato un uomo ferito e legato a una sedia che riescono a curare permettendogli di andare nell'aldilà sereno, e così ottengono l'abilità Accelerazione estrema. Poco dopo vanno a rilassarsi su una spiaggia nascosta e vedono un bellissimo tramonto. Il giorno dopo, Maple e Sally si dirigono al secondo piano per affrontare un boss con le sembianze di un cervo gigante che Sally riesce a sconfiggere dopo che Maple è stata messa fuori combattimento. Successivamente Maple riceve da Iz lo scudo che le aveva chiesto di preparare e decide di chiamarlo Biancaneve e poi lei e Sally si recano in un'area speciale dove mangiano qualcosa sono un cielo stellato. In seguito le due si recano nella piazza principale dove vengono a conoscenza di una potente giocatrice di nome Mii della gilda del Regno dell'Imperatore Fiamma e poi viene annunciato il secondo evento, una caccia al tesoro di gruppo in cui bisognerà recuperare delle medaglie. |                  |         |
| 4        | 4  | Build difensiva e secondo evento. 「防御特化と第二回イベント。」 - Bōgyo toku-ka to dainikai ibento. | 29 gennaio 2020  |         |
| 4        | 4  | Dopo che l'evento è iniziato, Maple e Sally si sono messe subito alla ricerca delle medaglie e trovano casualmente un dungeon sottoterra dove affrontano un boss con l'aspetto di un giullare che una volta sconfitto gli fa ottenere le loro prime medaglie. Il loro viaggio continua e si spostano sulle montagne innovate e si imbattono nel party di Chrom e decidono di dare la precedenza ai ragazzi affinché questi possano attraversare un portale che è accessibile da un solo gruppo alla volta. Le due notano però che il portale diventa nuovamente accessibile nel giro di poco tempo e credendo che Chrom e gli altri siano stati sconfitti, decidono di entrare a loro volta e qui si ritrovano ad affrontare un potente boss, Silverwing, ovvero un uccello dei ghiacci le cui mosse sono estremamente potenti a tal punto da sopraffare le difese di Maple. Spingendo le loro abilità al limite, Maple e Sally riescono a sconfiggere Silverwing rimanendo entrambe con poca salute. Dopo essersi curate, trovano delle medaglie, una piuma che potrà essere utilizzata come materiale per creare altri oggetti e due uova di mostro che dopo un po' di tempo finiranno per schiudersi e dare alla luce a una tartaruga e una volpe, che chiameranno rispettivamente Sciroppo e Oboro. Più tardi le due raggiungono un'oasi nel deserto dove vengono sfidate dalla spadaccina Kasumi. |                  |         |
| 5        | 5  | Build difensiva e bottino. 「防御特化と戦利品。」 - Bōgyo toku-ka to senri hin. | 5 febbraio 2020  |         |
| 5        | 5  | Sally e Kasumi danno inizio a un combattimento e con la loro Accelerazione estrema finiscono in un deserto dove vengono poi raggiunte da Maple. Le tre finiscono accidentalmente nelle sabbie mobili e vengono portate in un dungeon sotterraneo dove si ritrovano legate con una catena maledetta che le obbliga a stare assieme e per di più se una di loro muore le altre seguiranno lo stesso fato. Dopo aver optato per una tregua, il trio riesce ad aggirare alcuni mostri lumaca imbattibili, completano il dungeon, si liberano dalle loro catene, condividono tra loro la ricompensa ottenuta per la vittoria e stringono amicizia. Tempo dopo, Maple e Sally incontrano su una spiaggia un giocatore di nome Kanade, che gli dà un indizio sulla loro prossima missione che prevede di risolvere un enigma legato ad alcune fontane. Dopo averlo risolto senza troppi problemi, Maple e Sally vengono teletrasportate sott'acqua e qui affrontano un boss calamaro molto potente che però Maple riesce a sconfiggere riempiendo il mare di veleno grazie alla sua Idra. Nel frattempo, gli amministratori del gioco rimangono ancora una volta sorpresi per l'incredibile bravura della ragazza nel riuscire a battere boss che per altri sono invincibili. Calata la sera, Sally decide di andare a guadagnare le medaglie restanti prima della conclusione dell'evento e comincia ad uccidere vari giocatori attraverso il PvP mentre Maple fa avanzare di livello Sciroppo e Oboro. Per non perdere le medaglie guadagnate con tanto impegno, le due ragazze e Kasumi si nascondono all'interno di una grotta dopo che Maple ha bloccato l'entrata con del veleno e rimangono in attesa della conclusione dell'evento. Una volta terminato quest'ultimo Maple decide di utilizzare le medaglie per ottenere un'abilità che permette a Sciroppo di ingigantirsi e volare con la sua psicocinesi. |                  |         |
| 6        | 6  | Build difensiva e nuovi compagni. 「防御特化と新戦力。」 - Bōgyo tokka to shin senryoku. | 12 febbraio 2020 |         |
| 6        | 6  | Dopo aver passato un'intera settimana a giocare a NewWorld Online, Kaede si rende presto conto di essersi lasciata prendere un po' troppo la mano in quanto in alcune occasioni cerca di comportarsi come nella realtà virtuale e la cosa finisce per creare alcune situazioni comiche. Dopo tre giorni di assenza dal gioco, Maple fa ritorno su NewWorld Online e qui Sally la informa che è stata introdotta una nuova funzione, ovvero degli insetti dorati chiamati Brillinsetti e se ne viene catturato uno si ottiene il diritto di acquistare una base per la gilda. Dato che Sally ne ha già preso uno, lei e Maple visitano vari edifici per decidere quale sarà la loro base operativa e alla fine optano per una casa nella foresta. In seguito invitano Kasumi, Kanade, Chrom e Iz, i quali si aggiungono con piacere al loro gruppo, e la gilda viene chiamata Ceppo d'Acero. Tempo dopo Maple, Kanade e Iz si recano in una miniera per trovare alcuni materiali mentre Sally, Kasumi e Chrom affrontano alcuni nemici in una foresta. Rendendosi conto che hanno bisogno di più membri per un imminente evento del gioco, Maple recluta due giocatrici novizie, Yui e Mai, che hanno entrambe massimizzato le loro statistiche d'attacco. |                  |         |
| 7        | 7  | Build difensiva e potenziamento. 「防御特化と強化。」 - Bōgyo tokka to kyōka. | 19 febbraio 2020 |         |
| 7        | 7  | Grazie all'aiuto di Maple per completare un dungeon più volte in maniera estremamente veloce, Mai e Yui acquisiscono due nuove abilità, la prima raddoppia i punti Forza e l'altra consente loro di equipaggiare con una mano armi che necessitano l'utilizzo di entrambe, poi Iz consegna loro dei Martelli di cristallo. Un giorno Maple si reca alla gilda e scopre da Iz che Kanade è alla biblioteca, Kasumi è andata a raccogliere nuovi materiali mentre Sally è a caccia di mostri con Mai e Yui. In seguito Chrom afferma che deve uscire anche lui per imparare qualche nuova abilità e Maple decide di affidargli Sciroppo. Mentre sta passeggiando con la tartaruga in braccio, Chrom trova un dungeon segreto, lo completa e ottiene un potente equipaggiamento che lo rende molto più forte. Intanto Kanade scopre che può utilizzare i grimori per conservare gli attacchi magici da scagliare contro i suoi avversari mentre Maple mostra a Kasumi una nuova abilità che ha acquisito per avere della lana per creare nuovi oggetti. In seguito Maple si imbatte in una serie di missioni che la vedono aiutare una madre PNG a curare sua figlia e qui ottiene l'abilità Affetto altruistico che le consente di condividere la sua difesa con i membri della sua gilda e perciò ordina a Iz di prepararle un nuovo equipaggiamento per abbinarlo al meglio con essa. Nel frattempo, le altre gilde decidono di tenere d'occhio i Ceppo d'Acero in vista dell'evento ormai imminente. |                  |         |
| 8        | 8  | Build difensiva e terzo evento. 「防御特化と第三回イベント。」 - Bōgyo tokka to daisankai ibento. | 26 febbraio 2020 |         |
| 8        | 8  | Mentre la gilda Ceppo d'Acero è impegnata con il terzo evento, che prevede di sconfiggere dei buoi per raccogliere i rispettivi campanacci, Maple si imbatte per caso nella chiesa che aveva visitato in precedenza. Una volta all'interno viene attaccata da un potente boss dall'aspetto demoniaco e dopo averlo sconfitto acquisisce una nuova abilità che le consente di trasformarsi in un temibile mostro gigante. Il terzo evento si conclude e la Congrega delle Spade Sacre e il Regno dell'Imperatore Fiamma si classificano rispettivamente al primo e al secondo posto e hanno entrambe raggiunto il terzo livello. Dopo aver appreso di ciò, i Ceppo d'Acero si fanno coraggio e decidono di andare a loro volta al terzo livello ma sono costretti ad affrontare un boss che ha l'aspetto di un albero antropomorfo per accedervi. Maple riesce però a sconfiggerlo utilizzando la sua nuova abilità di trasformazione e sorprende i suoi compagni. In seguito i ragazzi giungono al terzo livello, un mondo di macchine, e decidono di dividersi per esplorare meglio la zona. Maple incontra in un vicolo un PNG che dopo averlo soccorso le racconta la storia di un Dio-macchina che è stato deposto da un secondo Dio-macchina; terminato il racconto Maple se ne va con Sciroppo e finisce accidentalmente nel Cimitero dei sogni. Qui è costretta ad affrontare un altro boss, ovvero il Dio-macchina originale, che prima di impazzire le dona l'abilità "Dio-macchina" con la quale elimina il robot. |                  |         |
| 9        | 9  | Build difensiva e quarto evento. 「防御特化と第四回イベント。」 - Bōgyo tokka to daiyonkai ibento. | 4 marzo 2020     |         |
| 9        | 9  | In vista dell'evento che prevede lo scontro tra gilde, Maple mostra ai Ceppo d'Acero la sua nuova abilità Dio-macchina e in seguito si reca insieme a Sally, Mai e Yui in un'isola per rilassarsi un po'. Qui Sally si accorge della presenza di Frederica della Congrega delle Spade Sacre che le stava osservando di nascosto e decide di sfidarla in un duello per ottenere informazioni sul Regno dell'Imperatore Fiamma. Sally riesce ad eludere tutti gli attacchi magici di Frederica e quest'ultima decide di arrendersi e le dà le informazioni che aveva promesso, ignorando però che le abilità che aveva utilizzato la sua avversaria erano false. Non molto tempo dopo i giocatori vengono a conoscenza delle regole del quarto evento che prevede di rubare la sfera custodita nelle basi delle altre gilde per guadagnare più punti possibili mentre si è impegnati a difendere la propria dai potenziali nemici. Sally usa la sua furtività e astuzia per ottenere diverse sfere, e si scontra brevemente con Dread della Congrega delle Spade Sacre e in seguito riesce a rubare la sfera al Regno dell'Imperatore Fiamma. Con diverse sfere sotto il loro controllo, i Ceppo d'Acero sfruttano la difesa di Maple per difendere la propria base da tutti gli altri giocatori senza problemi. |                  |         |
| 10       | 10 | Build difensiva e sortita. 「防御特化と出撃。」 - Bōgyo tokka to shutsugeki. | 11 marzo 2020    |         |
| 10       | 10 | Mentre Payne continua ad accumulare Sfere per la propria gilda, i Ceppo d'Acero fanno il punto della situazione e decidono di dividersi per cercare di arrivare nella top 10 della classifica generale. Sally e Kanade assalgono singolarmente diverse gilde piccole e medie per ottenere le loro Sfere mentre Chrom, Iz e Kasumi tendono delle imboscate agli avventurieri che vogliono avvicinarsi alla loro base, lasciando a Maple, Mai e Yui il compito di difenderla. Sally si ritrova presto circondata da numerosi membri della gilda di Frederica e rischia la sconfitta ma giunge Maple, che ha abbandonato la base, a salvarla. In questo lasso di tempo, Dread approfitta della situazione a suo vantaggio per fare irruzione nella gilda dei Ceppo d'Acero e sconfigge Mai e Yui, dopodiché Maple torna indietro e lo ferma prima che rubi le Sfere. Dopo che tutti i membri dei Ceppo d'Acero si sono riuniti, Sally si riposa in quanto stremata dalle numerose battaglie affrontate e Maple, Mai e Yui decidono di lanciare un attacco a sorpresa contro il Regno dell'Imperatore Fiamma. Una volta arrivate, riescono ad eludere tutte le trappole presenti sul terreno e si preparano ad affrontare Mii, Markus e Misery. |                  |         |
| 11       | 11 | Build difensiva e formidabili avversari. 「防御特化と強敵。」 - Bōgyo tokka to kyōteki. | 18 marzo 2020    |         |
| 11       | 11 | Lo scontro tra le due fazioni inizia subito e Mii scopre che lanciando attacchi a raffica può far retrocedere Maple grazie al contraccolpo e di conseguenza la sua avversaria non può attaccare a lunga gittata. Dopo aver fatto ritirare Mai e Yui, Maple decide di continuare lo scontro da sola e tenta di avvicinarsi per attaccare ma Misery e Markus continuano a guadagnare tempo per consentire a Mii di preparare una potente tecnica chiamata Prigione di fiamme. Dopo aver scagliato l'attacco, Maple si ritrova in una prigione infuocata che le infligge danni continui e a questo punto decide di utilizzare l'abilità Dio-macchina per liberarsi e sconfiggere Misery e Markus. Mii viene messa alle strette e opta di usare Immolazione, una tecnica di autodistruzione, che nonostante vada in porto non riesce a battere Maple che si aggiudica la vittoria. Maple, Mai e Yui si recano a prendere la Sfera del Regno dell'Imperatore Fiamma ma scoprono che non c'è e perciò per compensare alla mancanza vanno in cerca di quelle delle altre gilde vicine. Dopo aver recuperato un buon numero di Sfere, i Ceppo d'Acero si ritrovano alla base per preparasi alla prossima fase ma gli viene teso un attacco a sorpresa da parte della Congrega delle Spade Sacre e si presentano solamente i quattro membri più forti, Payne, Dread, Frederica e Drag, i quali mettono alle strette i Ceppo d'Acero e Payne infligge ingenti danni a Maple. |                  |         |
| 12       | 12 | Build difensiva e legami. 「防御特化とつながり。」 - Bōgyo tokka to tsunagari. | 25 marzo 2020    |         |
| 12       | 12 | Iz cerca di aiutare Maple ma viene eliminata da Payne e gli altri membri della Congrega delle Spade Sacre continuano con il loro attacco ai Ceppo d'Acero e anche Kanade esce di scena. Payne scaglia un attacco potentissimo a Maple e quest'ultima risponde con un Contrattacco devastante con un braccio del Dio-macchina ma ciò non si rivela sufficiente a sconfiggere Payne. Quest'ultimo infatti riesce a resistere all'attacco e Maple si ritrova costretta ad utilizzare l'abilità Tirannia per assumere l'aspetto di un inquietante mostro e riesce a sconfiggere tutti i membri della Congrega delle Spade Sacre. Dato che ormai hanno mostrato tutti i loro assi nella manica, Maple decide di mantenere le sue attuali sembianze per aiutare il suo party a eliminare le altre gilde per impedire a quelle più grandi di guadagnare ulteriori Sfere, e finisce per aiutare il Regno dell'Imperatore Fiamma a respingere un gran numero di avventurieri. Una volta che l'evento è giunto al termine, i Ceppo d'Acero si classificano al terzo posto e siccome tutte le altre gilde sono state sconfitte, l'evento si è concluso con 2 giorni di anticipo e perciò gli amministratori decidono di lasciare in pace Maple poiché ha attirato molti nuovi giocatori all'interno del gioco che hanno intenzione di batterla. Alla fine Maple invita i principali membri della Congrega delle Spade Sacre e del Regno dell'Imperatore Fiamma a una festa per celebrare e rivedere i momenti salienti dell'evento appena trascorso, la maggior parte dei quali vede protagonisti Maple e i Ceppo d'Acero. |                  |         |

### Seconda stagione
| Nº serie | Nº | Titolo italiano Giapponese 「Kanji」 - Rōmaji | In onda          | In onda |
| Nº serie | Nº | Titolo italiano Giapponese 「Kanji」 - Rōmaji | Giapponese       |         |
| 13       | 1  | Difesa al massimo e Natale. 「防御特化とクリスマス。」 - Bōgyo tokka to Kurisumasu. | 11 gennaio 2023  |         |
| 13       | 1  | I Ceppo d'Acero raggiungono la quarta zona, un'area a tema giapponese ambientata in una notte permanente. Mentre Sally ingaggia un altro duello con Frederica, Maple si imbatte in Mii che entra in una caffetteria di creature carine, scoprendo che ha un lato tenero che tiene nascosto alla sua gilda. Una settimana dopo, Kasumi ottiene una nuova spada, la Lama Fantasma Yukari, ma scopre che usandola si ritrova in una temporanea forma infantile. In seguito, Maple si allea con Payne per il quarto evento del gioco, dopo il quale invita tutti a una festa di Natale in cui si aprono gli oggetti a tema natalizio ottenuti durante l'evento. |                  |         |
| 14       | 2  | Difesa al massimo e quinta e sesta zona. 「防御特化と五層と六層。」 - Bōgyo tokka to go-sō to roku-sō. | 18 gennaio 2023  |         |
| 14       | 2  | Non avendo raggiunto la quinta zona con gli altri a causa di un'influenza, Maple decide di affrontare il boss della quarta zona da sola. Dopo essersi scontrata e aver sconfitto un boss oni, Maple ottiene l'abilità Parata Notturna dei Cento Demoni, e scopre che quell'area non era l'ingresso alla quinta zona. Unendosi al party di Frederica, Maple affronta il vero boss della quarta zona e lo sconfigge senza pietà con la sua nuova abilità. Raggiunta da Yui e Mai nella quinta zona, Maple le aiuta a combattere un mostro fulmineo che le aveva precedentemente sconfitte, facendole guadagnare un'altra abilità. La settimana successiva, i Ceppo d'Acero partono per la sesta zona, che si rivela essere un livello a tema horror che Sally non è molto propensa ad affrontare, finché non sente parlare di un oggetto interessante che può ottenere. Insieme a Maple, le due si dirigono in una villa infestata da fantasmi dalla quale sono inevitabilmente costrette a fuggire, anche se Sally ottiene un'abilità rimanendo lì per un certo lasso di tempo. Tornata nel mondo reale, Risa scopre di essere sola in casa e chiama Kaede per avere un po' di compagnia. |                  |         |
| 15       | 3  | Difesa al massimo e settimo evento. 「防御特化と第七回イベント。」 - Bōgyo tokka to dainanakai Ibento. | 25 gennaio 2023  |         |
| 15       | 3  | Maple completa il livello della villa infestata e ottiene gli oggetti che Sally desiderava, oltre a un set di vestiti con abilità telecinetiche. In seguito, Mii chiama Maple per sostenerla mentre combatte contro i nemici della sesta zona per acquisire ulteriori abilità prima di recarsi in una caffetteria, dove vengono raggiunte da Kasumi e Frederica. Maple e Sally si uniscono per il settimo evento, in cui ogni party deve scalare torri di battaglia uniche per cinque giorni, senza sapere che i mostri nelle torri di Maple sono stati scelti appositamente dagli amministratori per sconfiggerla. Nonostante ciò, Maple e Sally riescono a sconfiggere i mostri dei primi tre piani, un drago, un libro che ruba le abilità e un golem che cambia elemento. |                  |         |
| 16       | 4  | Difesa al massimo e conquista della torre. 「防御特化と塔攻略。」 - Bōgyo tokka to tō kōryaku. | 1º febbraio 2023 |         |
| 16       | 4  | Nel secondo giorno dell'evento, Maple e Sally, insieme alle altre squadre, continuano a farsi strada nelle rispettive torri. Raggiunto il decimo piano, Maple e Sally affrontano il boss finale dell'evento, che possiede attacchi e velocità potenti. Pur lottando contro le sue varie fasi, le due riescono a sconfiggerlo, guadagnando così altre abilità. |                  |         |
| 17       | 5  | Difesa al massimo e tentacoli. 「防御特化と触手。」 - Bōgyo tokka to shokushu. | 8 febbraio 2023  |         |
| 17       | 5  | I Ceppo d'Acero arrivano nella settima zona, dove è possibile addomesticare alcuni mostri per farli diventare compagni, che si riveleranno utili per l'ottavo evento del gioco. Mentre Kasumi affronta una nuova quest nella quarta zona, Yui e Mai cercano di rintracciare una coppia di compagni orsi, ma faticano a sconfiggere un mostro albero che li tiene prigionieri. Nel frattempo, durante la ricerca di ingredienti per una pozione, Maple viene intrappolata da un mostro tentacolare che tenta di inghiottirla, per poi essere divorato da lei, che le conferisce una nuova abilità per creare tentacoli. Inizialmente in difficoltà contro i rispettivi nemici, Yui, Mai e Kasumi perseverano e alla fine riescono a superare gli ostacoli e a guadagnare nuovi compagni, rispettivamente gli orsi Tsukimi e Yukimi e il serpente Haku. |                  |         |
| 18       | 6  | Difesa al massimo e pet. 「防御特化とテイムモンスター。」 - Bōgyo tokka to Teimu Monsutā. | 15 febbraio 2023 |         |
| 18       | 6  | Kanade combatte contro un Mirror Slime, in grado di trasformarsi per adattarsi all'avversario, e ne fa il suo compagno, chiamandolo Sou. Nel frattempo, Maple e Mii accompagnano Iz in varie aree alla ricerca di oggetti per una quest che le permette di ottenere il compagno Fay, un mostro spirito, mentre Chrom completa la sua missione per ottenere il compagno Necro, un mostro armatura che può equipaggiare su di sé. |                  |         |
| 19       | 7  | Difesa al massimo e ricerca delle gemme. 「防御特化と宝石探し。」 - Bōgyo tokka to hōseki sagashi. | 8 marzo 2023     |         |
| 19       | 7  | Dopo che Sally ha battuto Frederica, che introduce il suo mostro evocatore Knots, vengono annunciati i dettagli dell'ottavo evento, rivelando che si tratta di un evento individuale come il primo. In seguito, Maple e Sally vanno a spasso per le pianure dove scoprono un cristallo che serve come una delle tre chiavi. Dopo che Sally ha trovato sott'acqua una tavoletta di pietra raffigurante quella che sembra essere una mappa dell'evento, Kanade fornisce loro alcune informazioni che conducono lei e Maple ai boss che detengono le restanti chiavi di cristallo. Dopo aver preso le chiavi in alcune rovine, le due vengono trasportate in un luogo tranquillo dove si trova una sorgente magica che fa evolvere Sciroppo e Oboro in nuove forme. |                  |         |
| 20       | 8  | Difesa al massimo e ottavo evento. 「防御特化と第八回イベント。」 - Bōgyo tokka to daihachikai Ibento. | 15 marzo 2023    |         |
| 20       | 8  | Inizia un evento preliminare per l'ottavo evento, in cui i giocatori devono sconfiggere il maggior numero possibile di mostri e allo stesso tempo respingere gli altri giocatori. Mentre Maple usa una trappola per attirare i mostri verso di se, gli altri membri dei Ceppo d'Acero sfruttano i loro nuovi compagni per salire di livello. Sally assiste a uno scontro tra Mii e Payne, che viene interrotto dall'arrivo di Maple nella bocca di un alligatore gigante. |                  |         |
| 21       | 9  | Difesa al massimo e nuova base. 「防御特化と拠点作り。」 - Bōgyo tokka to kyoten tsukuri. | 22 marzo 2023    |         |
| 21       | 9  | Inizia la parte principale dell'ottavo evento, con i Ceppo d'Acero che si trovano nella difficoltà più alta dopo l'evento preliminare. Con l'obiettivo di guadagnare dieci medaglie da scambiare con le abilità, i membri si dividono in due gruppi: Sally, Yui e Mai si uniscono al gruppo di Maple. Con l'aiuto della mappa trovata da Sally, il gruppo di Maple scopre un'area nascosta dove affronta un gruppo di mostri di fango che Mai e Yui sconfiggono con le loro nuove abilità di proiezione, guadagnando la loro prima medaglia. Nel frattempo, il gruppo di Kasumi affronta un mostro invisibile di tipo ninja, che sconfigge grazie alle trappole di Iz, ottenendo un'altra medaglia. In seguito, i due gruppi si riuniscono e stabiliscono una base in un dungeon sotterraneo, allestendolo con trappole che riescono a fermare un'ondata di mostri più forti. |                  |         |
| 22       | 10 | Difesa al massimo e nuove coppie. 「防御特化と新コンビ。」 - Bōgyo tokka to shin konbi. | 29 marzo 2023    |         |
| 22       | 10 | Il secondo giorno dell'evento, i giocatori si ritrovano separati e sparsi per l'area di gioco senza alcuna mappa o funzionalità di comunicazione. Sally fa coppia con Frederica, mentre Maple si imbatte brevemente in Mii, che le dice che l'area della mappa si sta gradualmente restringendo, eliminando chiunque venga sorpreso al di fuori di essa. In seguito, dopo altri incontri casuali, i Ceppo d'Acero, la Congrega delle Spade Sacre e il Regno dell'Imperatore Fiamma si riuniscono e formano un'alleanza che consente alle altre gilde di utilizzare la loro base. Dopo che Mii e Payne hanno affrontato l'ondata di mostri più forti della notte, tutti si dividono in gruppi per cercare di ottenere altre medaglie. |                  |         |
| 23       | 11 | Difesa al massimo e nuovi party. 「防御特化と新パーティ。」 - Bōgyo tokka to shin Pāti. | 12 aprile 2023   |         |
| 23       | 11 | Ognuna delle squadre riesce a completare i rispettivi dungeon e a guadagnare altre medaglie. Nel frattempo, il gruppo di Maple, composto da lei, Sally, Mii e Frederica, affronta un dungeon di mostri con attacchi perforanti, eliminandolo con una combinazione di tecniche. All'inizio del terzo giorno dell'evento, i mostri affrontati da Maple appaiono in tutta la mappa. |                  |         |
| 24       | 12 | Difesa al massimo e la grande battaglia finale. 「防御特化と大決戦。」 - Bōgyo tokka to daisakusen. | 19 aprile 2023   |         |
| 24       | 12 | Con l'apparizione del mostro più forte dell'ultimo giorno, i Ceppo d'Acero decidono di combatterlo mentre gli altri proteggono i giocatori dagli altri mostri. Dopo aver inflitto un discreto numero di danni al mostro, Maple e Sally riescono a mettere fuori uso la sua abilità di volo prima che le altre gilde si raggruppino per un attacco totale. Con l'aiuto di Sally, Maple riesce a combinare l'esplosione laser di Sciroppo con la sua abilità di trasformarsi in mostro per sconfiggere la creatura, ponendo fine all'evento e premiando tutti i sopravvissuti con numerose medaglie. Mentre Maple e Sally decidono di conservare le loro medaglie fino all'apertura dell'ottava zona, altri giocatori non vedono l'ora di affrontarle. |                  |         |

## Home video

### Giappone
La prima stagione è stata pubblicata in DVD e Blu-ray dal 25 marzo al 27 maggio 2020.
| Volume |         |                       |
| Volume | Episodi | Data di pubblicazione |
| ------ | ------- | --------------------- |
| 1      | 1-4     | 25 marzo 2020         |
| 2      | 5-8     | 24 aprile 2020        |
| 3      | 9-12    | 27 maggio 2020        |

La seconda stagione è stata pubblicata in DVD e Blu-ray dal 24 marzo al 28 giugno 2023.
| Volume |         |                       |
| Volume | Episodi | Data di pubblicazione |
| ------ | ------- | --------------------- |
| 1      | 1-4     | 24 marzo 2023         |
| 2      | 5-8     | 24 maggio 2023        |
| 3      | 9-12    | 28 giugno 2023        |